# Coppa di Lega 2010-2011 (Emirati Arabi Uniti)
La 2010–11 Etisalat Emirates Cup è la terza edizione della competizione a cui partecipano le 12 squadre della UAE Arabian Gulf League.
La Competizione è stata vinta dall'Al Shabab in finale contro l'al-'Ayn aggiudicandosi il suo primo titolo nella competizione.

## Fase a Girone

### Gruppo A
| Squadra    | PG | V | N | P | GF | GS | DR | Pts |
| ---------- | -- | - | - | - | -- | -- | -- | --- |
| Al-Ain     | 10 | 5 | 4 | 1 | 15 | 8  | +9 | 19  |
| Al-Wahda   | 10 | 5 | 2 | 3 | 12 | 9  | +3 | 17  |
| Al Dhafra  | 10 | 4 | 3 | 3 | 15 | 15 | 0  | 15  |
| Al-Nasr    | 10 | 3 | 3 | 4 | 11 | 13 | -2 | 12  |
| Dubai Club | 10 | 2 | 4 | 4 | 21 | 21 | 0  | 10  |
| Baniyas    | 10 | 2 | 2 | 6 | 10 | 19 | -9 | 8   |

### Gruppo B
| Squadra        | PG | V | N | P | GF | GS | DR | Pts |
| -------------- | -- | - | - | - | -- | -- | -- | --- |
| Al-Shabab      | 10 | 5 | 3 | 2 | 13 | 9  | +4 | 18  |
| Al-Wasl        | 10 | 4 | 4 | 2 | 11 | 9  | +2 | 16  |
| Sharjah        | 10 | 3 | 5 | 2 | 11 | 13 | -2 | 14  |
| Ittihad Kalba  | 10 | 2 | 6 | 2 | 10 | 10 | 0  | 12  |
| Al-Jazira      | 10 | 2 | 4 | 4 | 14 | 14 | 0  | 10  |
| Shabab Al-Ahli | 10 | 1 | 4 | 5 | 11 | 17 | -6 | 7   |

## Semi-Finale
| Al Ain 3 ottobre 2010, ore 21:00 | al-'Ayn | 3 – 2 | Al Wasl | Sheikh Khalifa International Stadium (14.000 spett.) |

| Dubai 3 ottobre 2010, ore 21:00 | Al Shabab | 3 – 1 | Al Wahda | Al Maktoum Stadium (12.000 spett.) |

## Finale
| Arbitro: | Ali Hamad |

|                     |           |                                 |
| Al Wehaibi 18’, 34’ | Marcatori | 87’ Julio Cesar 70’, 90+3’ Ciel |

| Al Ain | Al Shabab |

|                 |    |                   |     |     |
|                 |    |                   |     |     |
| GK              | 12 | Waleed Salem (c)  |     |     |
| DF              | 4  | Musallem Fayez    |     |     |
| DF              | 5  | Ismail Ahmed      |     |     |
| DF              | 33 | Mohammed Salem    | 61’ |     |
| DF              | 44 | Faris Jumaa       |     |     |
| MF              | 6  | Ibrahima Keita    |     |     |
| MF              | 7  | Ali Al Wehaibi    |     |     |
| MF              | 10 | Omar Abdulrahman  |     |     |
| MF              | 13 | Rami Yaslam       |     |     |
| MF              | 23 | Shehab Ahmed      | 71’ |     |
| FW              | 38 | Elias Ribeiro 83’ |     |     |
| Sostituzioni:   |    |                   |     |     |
| FW              | 2  | Abdulaziz Fayez   |     | 71’ |
| FW              | 29 | Juma Saeed        |     | 83’ |
| Manager:        |    |                   |     |     |
| Alexandre Gallo |    |                   |     |     |

|                |    |                      |     |     |
|                |    |                      |     |     |
| GK             | 1  | Hassan Al Sharif (c) |     |     |
| DF             | 3  | Abdulla Darwish      | 83’ |     |
| DF             | 5  | Walid Abbas          | 88’ |     |
| DF             | 19 | Mohamed Ahmad        |     |     |
| DF             | 29 | Esam Dhahi           |     |     |
| MF             | 7  | Ali Mohamed          | 46’ |     |
| MF             | 10 | Carlos Villanueva    | 52’ |     |
| MF             | 21 | Adel Abdullah        |     |     |
| MF             | 27 | Julio Cesar          | 87’ |     |
| MF             | 99 | Ciel                 |     |     |
| FW             | 24 | Essa Obaid           | 71’ | 80’ |
| Sostituzioni:  |    |                      |     |     |
| MF             | 2  | Essa Mohammed        |     | 83’ |
| MF             | 6  | Hassan Ibrahim       |     | 46’ |
| FW             | 15 | Dawood Ali           |     | 80’ |
| Manager:       |    |                      |     |     |
| Paulo Bonamigo |    |                      |     |     |

| Guardalinee: Saeed Al Houti Zayed Dawood Kamal Quarto Uomo: Adel Al Naqbi |

## Vincitori
| campioni Etisalat Emirates Cup 2010–11 |
| -------------------------------------- |
| Al Shabab (2º titolo)                  |

## Marcatori
| Giocatori        | Goal | Squadra    |
| ---------------- | ---- | ---------- |
| Ismaël Bangoura  | 7    | Al Nasr    |
| Aboubacar Camara | 7    | Dubai      |
| Michaël N'dri    | 7    | Dubai      |
| Ciel             | 5    | Al Shabab  |
| Fernando Baiano  | 5    | Al Wahda   |
| Marcelinho       | 5    | Al Sharjah |
| Aristide Bancé   | 4    | Al Ahli    |
| Boris Kabi       | 4    | Al Dhafra  |
| Eissa Ali        | 4    | Al Wasl    |
| José Sand        | 4    | al-'Ayn    |
| Juma Saeed       | 4    | al-'Ayn    |
| Ali Mabkhout     | 4    | Al Jazira  |